# Vigdís
Vígdís je ženské křestní jméno skandinávského původu. Pochází ze staroseverského slova víg což znamená „válka, boj“, a dís, tedy „bohyně“.

## Známé nositelky
- Vigdís Finnbogadóttir, islandská čtvrtá presidentka
- Vígdís Hauksdóttir, členka parlamentu Althingu
- Vigdis Ystad, norská literární historička
- Vigdis Hjorth, norská spisovatelka